# 愛荷華州議會大廈
愛荷華州議會大廈（Iowa State Capitol）是美國愛荷華州議會的開會地點，位於愛荷華州首府狄蒙。愛荷華州議會大廈修建於1871年至1886年。愛荷華州議會大廈是美國所有州議會大廈中唯一擁有五個圓頂的建築。

## 外部連結
- Website of the Iowa State Capitol （页面存档备份，存于）
- Iowa General Assembly - Capitol Tour